# Ulmeni, Maramureș
Ulmeni là một thị trấn thuộc hạt Maramureș, România. Dân số thời điểm năm 2002 là 7169 người.